# Pedro M. Oliveira
Pedro Máximo Oliveira Sayán, (Lima, 15 de octubre de 1882 – Buenos Aires, 18 de junio de 1958) fue un abogado, jurista, catedrático universitario, diplomático y político peruano. Fue ministro de Justicia, Instrucción, Culto y Beneficencia (1926-1929), ministro de Relaciones Exteriores (1930), rector de la Universidad de San Marcos (1941-1946) y ministro de Educación Pública (1939-1943). Promovió la reforma educacional de 1941.

## Biografía

### Estudios
Cursó sus estudios básicos en el Colegio de la Inmaculada, regentado por los padres jesuitas. Luego ingresó a la Universidad Nacional Mayor de San Marcos (1900-1905). Se graduó de bachiller en Ciencias Políticas y Administrativas (1902) y en Jurisprudencia (1903). Se doctoró en Jurisprudencia y se recibió de abogado en 1905.

### Inicio de su carrera docente, diplomática y política
Inició su carrera docente en la Facultad de Derecho de San Marcos (1908), como catedrático de Filosofía del Derecho, Derecho Civil (curso monográfico), Historia del Derecho Peruano y Derecho Romano.
Inició su militancia política en el Partido Nacional Democrático o «futurista», fundado por José de la Riva Agüero y Osma, en el que también militaba el sabio Julio C. Tello. Pero empezó a simpatizar por la figura de Augusto B. Leguía, que en 1919 subió al poder mediante un golpe de Estado.
De 1920 a 1922, bajo el Oncenio de Leguía, ejerció como ministro plenipotenciario en Colombia, período bajo el cual se suscribió el controvertido Tratado Salomón-Lozano en Lima, que solucionaba el diferendo limítrofe peruano-colombiano.
En 1922 pasó a integrar la comisión reformadora del Código Civil, junto con Manuel Augusto Olaechea, Alfredo Solf y Muro y Hermilio Valdizán (todos ellos profesores sanmarquinos), y Juan José Calle, fiscal de la Corte Suprema. Esta obra reformadora se prolongó hasta 1936, promulgándose entonces el nuevo Código Civil, que reemplazaba al de 1852.
Fue decano del Colegio de Abogados de Lima (1924-1925) y representante del Perú ante el gobierno de Bolivia (1925-1926).

### Ministro de Justicia, Instrucción, Culto y Beneficencia
El 9 de diciembre de 1926, juró como ministro de Justicia, Instrucción, Culto y Beneficencia.  En tal función dictó el estatuto universitario del 25 de julio de 1928 que suprimió la autonomía universitaria, alegando que ésta sólo era un instrumento para que las universidades fuesen dominadas por minorías. La autoridad máxima sobre las universidades fue entregada a un Consejo Nacional de Enseñanza Universitaria constituido por el ministro de Educación, cuatro delegados del gobierno, cuatro de las universidades y un delegado estudiantil (este último nunca llegó a elegirse). Este consejo elegía rectores, hacía cumplir las leyes y reglamentos y absolvía dudas.
Oliveira dejó el cargo de ministro el 6 de marzo de 1929. Presidió la Comisión de Instrucción de su cámara.

### Ministro de Relaciones Exteriores
El 6 de marzo de 1930 fue nombrado ministro de Relaciones Exteriores, en reemplazo de Pedro José Rada y Gamio. Suscrinio el protocola de límites con Chile y inauguró la Conferencia Panamericana del Niño. Fue el último canciller de Leguía, hasta el golpe de Estado del 24 de agosto del mismo año.
En 1933 fue miembro de la comisión consultiva de Relaciones Exteriores.

### Catedrático y rector de San Marcos
En la Universidad de San Marcos fue decano de la Facultad de Derecho (1935-1941), vicerrector (1936-1941) y rector (1941-1946). Fue uno de los fundadores de la Revista de Derecho y Ciencia Política, junto con Alberto Ulloa Sotomayor, Ángel Gustavo Cornejo, Juan Bautista de Lavalle y García, Jorge Basadre y Manuel G. Abastos (1936).

### Ministro de Educación Pública
Durante el primer gobierno de Manuel Prado Ugarteche, fue ministro de Educación Pública (de 8 de diciembre de 1939 a 28 de abril de 1943), y como tal, promovió una reforma educacional, a través de la ley orgánica de educación pública del 1 de abril de 1941. Esto se hizo mediante la llamada «legislación delegada», que es cuando el Congreso deja que comisiones técnicas preparen leyes de carácter especializado y omite entrar en la discusión minuciosa de ellas.
Falleció el 18 de junio de 1958.

## Familia
Uno de los tres hijos de Oliveira y socio del Club Nacional, José Oliveira Lawezzari, se casó con Ingrid Schwend, hija del exmiembro de las SS Friedrich Schwend, con quien tuvo dos hijas. El matrimonio se convirtió en el centro de un juicio por asesinato muy publicitado que duró de mayo a julio de 1965, después de que Schwend confesara voluntariamente a la policía local que había disparado mortalmente a José Manuel de Sartorius y Bermúdez de Castro la noche del 14 de diciembre de 1963, alegando defensa propia.
Según Schwend, representada por el senador David Aguilar Cornejo, Sartorius la persiguió en su Morris Mini-Minor blanco mientras conducía su Buick color cereza a altas horas de la noche, al regresar de una cita con un abogado a pesar de estar casada. Tras bajarse del vehículo, él la agredió, tras lo cual ella sacó una pistola de su bolso y disparó al supuesto desconocido hasta seis veces. Esta versión de los hechos fue refutada por Raúl Peña Cabrera, quien representó a Olenka Dudek, una socialité polaco-peruana y viuda de Sartorius. Afirmó que ambas partes habían concertado una cita y que Oliveira le disparó a Sartorius por celos, a pesar de que la pareja era un matrimonio abierto. Esta versión también fue compartida por la Policía de Investigaciones del Perú (PIP), pero fue rechazada por la opinión pública, que apoyó abrumadoramente la versión de Schwend. Schwend fue finalmente declarada culpable, y su esposo fue condenado a pagar a la viuda de Sartorius 40000 soles, condenándola a cinco años de prisión, que se redujeron a tres por su buena conducta, tras lo cual se divorció de su esposo.

## Publicaciones
Es autor de numerosos trabajos académicos de índole jurídica, histórica, sociológica, educacional, etc.
- Nuestro código civil no se armoniza con los principios económicos (1903). Tesis con el que obtuvo su bachillerato en Jurisprudencia (insertada en los Anales Universitarios, tomo XXXI, 1903, pp. 31-56).[2]
- La política económica de la metrópoli (Lima, Imprenta La Industria, 1905). Tesis para el doctorado en Jurisprudencia (insertada en los Anales Universitarios).[2]
- Estudios sociales (Bogotá, Editorial de Cromos, 1921).[2]
- Anteproyecto de ley orgánica de Educación (Exposición y texto) [Lima, 1940].[3]